# Daniele Corti
Daniele Corti (Cantù, 16 maggio 1980) è un ex calciatore italiano, centrocampista.

## Carriera
Corti esordisce in Serie D nel 1996 con il Meda, diventa un punto fisso della squadra che viene promossa in C2 e nel si accasa alla Pro Patria in Serie C1.
Dopo due stagioni, si trasferisce al Carpenedolo ed in seguito al Lecco.
Nel 2009 viene acquistato dal Varese e gioca da titolare il campionato di Lega Pro Prima Divisione, conquistando una promozione in Serie B con la maglia biancorossa, che indossa anche per le successive cinque stagioni nelle quali partecipa al campionato cadetto.
Nella stagione 2014-2015 si piazza 5º nella Top 15 dei centrocampisti di Serie B secondo una classifica stilata dalla Lega Serie B.
Il 21 agosto 2015 firma con il Padova in Lega Pro.
A fine stagione, rimasto svincolato, si lega fino al 2017 con il Seregno. A dicembre lascia il club brianzolo per firmare con la Pro Sesto.

## Statistiche

### Presenze e reti nei club
| Stagione           | Squadra            | Campionato         | Campionato | Campionato | Coppe nazionali | Coppe nazionali | Coppe nazionali | Coppe continentali | Coppe continentali | Coppe continentali | Altre coppe | Altre coppe | Altre coppe | Totale | Totale |
| Stagione           | Squadra            | Comp               | Pres       | Reti       | Comp            | Pres            | Reti            | Comp               | Pres               | Reti               | Comp        | Pres        | Reti        | Pres   | Reti   |
| ------------------ | ------------------ | ------------------ | ---------- | ---------- | --------------- | --------------- | --------------- | ------------------ | ------------------ | ------------------ | ----------- | ----------- | ----------- | ------ | ------ |
| 1999-2000          | Meda               | C2                 | 25+1       | 1          | -               | -               | -               | -                  | -                  | -                  | -           | -           | -           | 26     | 1      |
| 2000-2001          | Meda               | C2                 | 28         | 1          | -               | -               | -               | -                  | -                  | -                  | -           | -           | -           | 28     | 1      |
| 2001-2002          | Meda               | C2                 | 28+2       | 2          | -               | -               | -               | -                  | -                  | -                  | -           | -           | -           | 30     | 2      |
| Totale Meda        | Totale Meda        | Totale Meda        | 81+3       | 4          |                 | -               | -               |                    | -                  | -                  |             | -           | -           | 84     | 4      |
| 2002-2003          | Pro Patria         | C1                 | 14         | 1          | -               | -               | -               | -                  | -                  | -                  | -           | -           | -           | 14     | 1      |
| 2003-2004          | Pro Patria         | C1                 | 30+2       | 1          | CI              | 2               | 0               | -                  | -                  | -                  | -           | -           | -           | 34     | 1      |
| Totale Pro Patria  | Totale Pro Patria  | Totale Pro Patria  | 44+2       | 2          |                 | 2               | 0               |                    | -                  | -                  |             | -           | -           | 48     | 2      |
| 2004-2005          | Carpenedolo        | C2                 | 29         | 1          | -               | -               | -               | -                  | -                  | -                  | -           | -           | -           | 29     | 1      |
| 2005-2006          | Carpenedolo        | C2                 | 30+2       | 1          | -               | -               | -               | -                  | -                  | -                  | -           | -           | -           | 32     | 1      |
| Totale Carpenedolo | Totale Carpenedolo | Totale Carpenedolo | 59+2       | 2          |                 | -               | -               |                    | -                  | -                  |             | -           | -           | 61     | 2      |
| 2006-2007          | Lecco              | C2                 | 29+4       | 0          | -               | -               | -               | -                  | -                  | -                  | -           | -           | -           | 33     | 0      |
| 2005-2006          | Lecco              | C1                 | 30+2       | 0          | -               | -               | -               | -                  | -                  | -                  | -           | -           | -           | 32     | 0      |
| 2008-2009          | Lecco              | 1D                 | 26+1       | 2          | -               | -               | -               | -                  | -                  | -                  | -           | -           | -           | 27     | 2      |
| Totale Lecco       | Totale Lecco       | Totale Lecco       | 85+7       | 2          |                 | -               | -               |                    | -                  | -                  |             | -           | -           | 92     | 2      |
| 2009-2010          | Varese             | PD                 | 20+4       | 0+1        | CI-LP+CI        | 2+2             | 0               | -                  | -                  | -                  | -           | -           | -           | 28     | 1      |
| 2010-2011          | Varese             | B                  | 38+1       | 0          | CI              | 1               | 0               | -                  | -                  | -                  | -           | -           | -           | 40     | 0      |
| 2011-2012          | Varese             | B                  | 32+4       | 0          | CI              | 1               | 0               | -                  | -                  | -                  | -           | -           | -           | 37     | 0      |
| 2012-2013          | Varese             | B                  | 30         | 0          | CI              | 2               | 0               | -                  | -                  | -                  | -           | -           | -           | 32     | 0      |
| 2013-2014          | Varese             | B                  | 33+2       | 1          | CI              | 0               | 0               | -                  | -                  | -                  | -           | -           | -           | 35     | 1      |
| 2014-2015          | Varese             | B                  | 28         | 2          | CI              | 2               | 0               | -                  | -                  | -                  | -           | -           | -           | 30     | 2      |
| Totale Varese      | Totale Varese      | Totale Varese      | 163+11     | 3+1        |                 | 10              | 0               |                    | -                  | -                  |             | -           | -           | 184    | 4      |
| 2015-2016          | Padova             | LP                 | 22         | 1          | CI-LP           | 0               | 0               | -                  | -                  | -                  | -           | -           | -           | 22     | 1      |
| 2016-gen. 2017     | Seregno            | D                  | 8          | 0          | CI              | 2               | 0               | -                  | -                  | -                  | -           | -           | -           | 10     | 0      |
| gen.-giu. 2017     | Pro Sesto          | D                  | 20         | 1          | CI-D            | 0               | 0               | -                  | -                  | -                  | -           | -           | -           | 20     | 1      |
| 2017-2018          | Pro Sesto          | D                  | 29+1       | 1          | CI-D            | 1               | 0               | -                  | -                  | -                  | -           | -           | -           | 31     | 1      |
| Totale Pro Sesto   | Totale Pro Sesto   | Totale Pro Sesto   | 49+1       | 2          |                 | 1               | 0               |                    | -                  | -                  |             | -           | -           | 51     | 2      |
| Totale carriera    | Totale carriera    | Totale carriera    | 511+26     | 16+1       |                 | 15              | 0               |                    | -                  | -                  |             | -           | -           | 552    | 17     |

## Palmarès

### Club

#### Competizioni nazionali
- Campionato Nazionale Dilettanti: 1

Meda: 1998-1999